# Andrea Schorta
Andrea Schorta (* 2. April 1905 in Zernez; † 12. Dezember 1990 in Chur) war ein Schweizer Romanist.

## Leben
Andrea Schorta besuchte in Chur das Lehrerseminar und studierte später in Zürich, Paris und Siena Romanische Philologie. Er promovierte mit der Dissertation Lautlehre der Mundart von Müstair. Ab 1924 erarbeitete er mit Robert von Planta das Rätische Namenbuch, und von 1933 bis 1939 war er Sekretär der Lia Rumantscha.
1935 wurde Andrea Schorta Redaktor beim Dicziunari Rumantsch Grischun. An diesem Wörterbuchprojekt arbeitete er bis 1975, zeitweise als Chefredaktor. Ausserdem war er an der Herausgabe der Rechtsquellen des Kantons Graubünden beteiligt.
Die Leopold-Franzens-Universität Innsbruck und die Universität Bern verliehen Andrea Schorta die Ehrendoktorwürde. 1964 wurde ihm für seine Verdienste um die rätoromanische Sprache und Kultur der Charles-Veillon-Preis verliehen.

## Werke
- Lautlehre der Mundart von Müstair (= Romanica Helvetica. 7). Paris / Zürich / Leipzig 1938.
- Ortoepia ladina. Manualet davart la pronunzcha dal rumantsch ladin. 1941.
- Das Gesicht der alpinen Landschaft im Spiegel der Flurnamen. In: Vierteljahrsschrift der Naturforschenden Gesellschaft in Zürich. 1948, S. 82–99.
- mit Robert von Planta: Rätisches Namenbuch. 3 Bände. Bern 1939–1986.
- Wie der Berg zu seinem Namen kam. Kleines Rätisches Namenbuch mit zweieinhalbtausend geographischen Namen Graubündens. Chur 1988, 3. Auflage 1999.
- Das Landschaftsbild von Chur im 14. Jahrhundert, eine Flurnamenstudie. In: Vox Romanica. Band 6. Zürich 1942, S. 1–110.